# Toledot

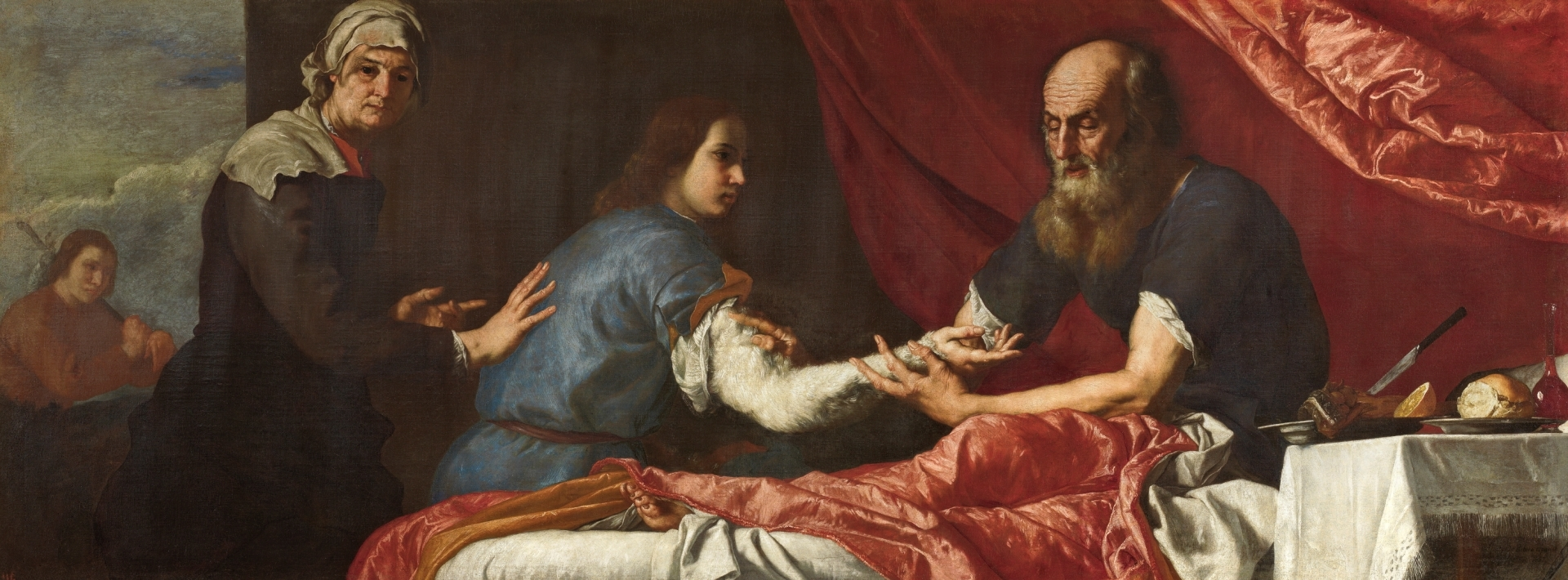
Isaak erteilt Jakob den Segen (Jusepe de Ribera, 1637)

Toledot (Biblisches Hebräisch תּוֹלְדֹת ‚Geschlechter‘ = Nachkommenschaft des Isaak) bezeichnet einen Leseabschnitt (Parascha oder Sidra genannt) der Tora und umfasst den Text Genesis/Bereschit 25,19–28,9 (25,19–34 , 26 , 27 , 28,1–9 ).
Es handelt sich um die Sidra des 5. Schabbats im Monat Marcheschwan oder des 1. Schabbats im Monat Kislew.

## Wesentlicher Inhalt
- Geburt Esaus und Jakobs
- Der von der Jagd erschöpft heimkehrende Esau verkauft dem Jakob das Erstgeburtsrecht, da er davon ausgeht, dass er seinen Vater nicht überleben wird.
- Isaak will wegen der Hungersnot nach Ägypten ziehen, bleibt aber auf Gottes Geheiß im Land der Philister, wo er Rebekka als seine Schwester ausgibt.
- Isaaks Aufenthalt in Gerar, Streitigkeiten mit den Philistern, Vertrag mit König Abimelech
- Esau heiratet im Alter von 40 Jahren zwei hethitische Frauen.
- Jakob erschleicht auf Rebekkas Veranlassung, allerdings nur widerstrebend, den Erstgeburtssegen von Isaak.
- Esau schwört dem Bruder Rache und will ihn töten.
- Rebekka schickt Jakob in ihre Heimat zu ihrem Bruder Laban und begründet dies mit ihrer Abneigung gegen eine Heirat Jakobs mit einer Kanaaniterin.
- Jakob erhält auf diese Weise erneut den väterlichen Segen.
- Esau glaubt im Sinne seines Vaters zu handeln, wenn er zusätzlich noch eine Tochter Ismaels heiratet.

## Haftara
Die zugehörige Haftara ist Maleachi 1,1–2,7 (1,1-14 , 2,1-7 ).